# 148
Cette page concerne l'année 148  du calendrier julien. Pour l'année 148 av. J.-C., voir 148 av. J.-C. Pour le nombre 148, voir 148 (nombre).
L'année 148 est une année bissextile qui commence un dimanche.

## Événements
- 21 avril : ouverture des Jeux séculaires. Fêtes du 900e anniversaire de la naissance de Rome[1] (ou 147).
- Mai : début du règne de Vologèse IV, roi des Parthes (fin en 192)[2]. Il relève l’empire après une longue série de guerres dynastiques.

- Le moine parthe An Shigao arrive dans la capitale chinoise Luoyang et entreprend le premier projet de traduction systématique des textes bouddhiques en chinois[3].

## Naissances en 148
- Huang Zhong, général chinois.